# Think about Things
«Think about Things» («Gagnamagnið») — песня исландской группы Daði og Gagnamagnið, представляющая страну на конкурсе песни Евровидение 2020. Сингл был издан в формате цифровой дистрибуции 10 января 2020 года.

## Информация о песне
Песня была выпущена на двух языках; исландская версия под названием «Gagnamagnið» вышла 10 января 2020 года. Содержание текстов двух версий отличаются друг от друга. В интервью Дади Фрейр Петурссон рассказал, что исландская версия песни о том, как его группа Gagnamagnið приходит из будущего, чтобы спасти мир с помощью нового танца. В английской версии, которую группа представит на Евровидении, говорится о новорождённой дочери Петурссона и о чувствах, которые он испытывал в первые дни и недели после её рождения. Видеоклип к песне вышел 14 февраля 2020 года.
Daði og Gagnamagnið стали представителями Исландии на Евровидении после победы на национальном отборе Söngvakeppnin 2020. Группа должна была выступить во втором полуфинале конкурса 14 мая 2020 года, но конкурс был отменен из за Covid-19.

## Позиции в чартах
| Чарт (2020)                               | Наивысшая позиция |
| ----------------------------------------- | ----------------- |
| Шотландия (OCC Scotland)                  | 66                |
| Великобритания (OCC UK Singles Downloads) | 65                |